# المخطوف (فلم 1983)
المخطوف هو فيلمٌ لبنانيٌ أُنتج عام 1983. وهو أول فيلم يخرجه فؤاد جوجو، ولم يخرج بعده سوى فيلم كريم أبو شقرا في خدمة العلم.

## قصة الفيلم
عصابة تقوم بخطف شخصٍ ذا مكانة اجتماعية بغية الحصول على فدية. لكن يحاول شرطيٌ اختراق العصابة عن طريق فتاة تعمل معهم.

## وصلات خارجية
- مقالات تستعمل روابط فنية بلا صلة مع ويكي بيانات
- المخطوف على كاروهات